# Danielle Woodward
Danielle Woodward (Melbourne, Vitória, 20 de março de 1965) é uma ex-canoísta de slalom australiana na modalidade de canoagem.

## Carreira
Foi vencedora da medalha de Prata em Slalom K-1 em Barcelona 1992.